# Jessica St. Clair
Jessica St. Clair (* 21. September 1977 in Westfield, New Jersey) ist eine US-amerikanische Schauspielerin, die hauptsächlich in Filmkomödien mitspielt.

## Leben
St. Clair wurde 1977 in Westfield, New Jersey geboren. Sie besuchte die Westfield High School und machte ihren Abschluss am Middlebury College in Vermont. St. Clair ist seit dem 15. Juli 2006 mit dem Drehbuchautor Dan O’Brien verheiratet. Sie sind Eltern einer Tochter.
Ihre erste Anstellung als Schauspielerin erhielt St. Clair in der Filmkomödie Terrorists an der Seite von Ian Roberts im Jahr 2004. Neben kurzen Engagements in Fernsehserien erhielt sie eine größere Rolle für sechs Episoden in der kurzlebigen Sitcom Worst Week. Des Weiteren spielte sie im Jahr 2009 in den Filmen Stay Cool – Feuer & Flamme neben Winona Ryder, (K)ein bisschen schwanger neben Lindsay Lohan und Wenn Liebe so einfach wäre neben Meryl Streep, Alec Baldwin und Steve Martin mit. Im Filmjahr 2010 stand sie gemeinsam mit Josh Duhamel und Katherine Heigl in So spielt das Leben und in Zu scharf um wahr zu sein neben Alice Eve und Jay Baruchel vor der Kamera, die dabei die Hauptrollen erhielten. In den Apatow Productions produzierten Komödien Brautalarm (2011) und Wanderlust – Der Trip ihres Lebens (2012) wirkte Jessica St. Clair ebenfalls mit.

## Filmografie (Auswahl)
- 2004: Terrorists
- 2005: Lies and the Wives We Tell Them To (Fernsehfilm)
- 2007: Trendsetters (Kurzfilm)
- 2007: Samantha Who? (Fernsehserie, eine Folge)
- 2008: College Road Trip
- 2008–2009: Worst Week (Fernsehserie, sechs Folgen)
- 2009: Taras Welten (United States of Tara, Fernsehserie, zwei Folgen)
- 2009: Stay Cool – Feuer & Flamme (Stay Cool)
- 2009: (K)ein bisschen schwanger (Labor Pains)
- 2009: The Condom Killer (Kurzfilm)
- 2009: Wenn Liebe so einfach wäre (It’s Complicated)
- 2009: The Goods – Schnelle Autos, schnelle Deals (The Goods: Live Hard, Sell Hard)
- 2010: Zu scharf um wahr zu sein (She’s Out of My League)
- 2010: The Big Dog (Kurzfilm)
- 2010: Ganz schön schwanger (Notes from the Underbelly, Fernsehserie, eine Folge)
- 2010: Weeds – Kleine Deals unter Nachbarn (Weeds, Fernsehserie, drei Folgen)
- 2010: So spielt das Leben (Life As We Know It)
- 2011: 18 und immer (noch) Jungfrau (Berely Legal)
- 2011: Lass es, Larry! (Curb Your Enthusiasm, Fernsehserie, eine Folge)
- 2011: Brautalarm (Bridesmaids)
- 2012: Wanderlust – Der Trip ihres Lebens (Wanderlust)
- 2012: Der Diktator (The Dictator)
- 2013: Love. Sex. Life. (Afternoon Delight)
- 2013: Genug gesagt (Enough Said)
- 2013: Burning Love (Fernsehserie, zwei Folgen)
- 2013–2014: Veep – Die Vizepräsidentin (Veep, Fernsehserie, vier Folgen)
- 2014–2015: Marry Me (Fernsehserie, drei Folgen)
- 2014–2015: The McCarthys (Fernsehserie, sechs Folgen)
- 2014–2017: Review (Fernsehserie, 21 Folgen)
- 2014–2017: Playing House (Fernsehserie, 27 Folgen)
- 2015: Addicted to Fresno
- 2015: Key and Peele (Fernsehserie, eine Folge)
- 2017: Drive Share (Fernsehserie, zwei Folgen)
- 2017: Teachers (Fernsehserie, eine Folge)
- 2017: Angie Tribeca (Fernsehserie, eine Folge)
- 2017–2019: American Housewife (Fernsehserie, zwölf Folgen)
- 2018: Grace and Frankie (Fernsehserie, eine Folge)
- 2018: Dog Days
- 2019: Bless This Mess (Fernsehserie, eine Folge)
- 2019: Man with a Plan (Fernsehserie, zwei Folgen)
- 2020: Lady Business (Like a Boss)
- 2020: Superintelligence
- 2020: Avenue 5 (Fernsehserie, neun Folgen)
- 2020: Space Force (Fernsehserie, fünf Folgen)
- 2020–2021: Die Goldbergs (The Goldbergs, Fernsehserie, vier Folgen)
- 2020–2022: Avenue 5 (Fernsehserie, 15 Folgen)
- 2023–2024: Based on a True Story (Fernsehserie, sieben Folgen)
- 2024–2025: Night Court (Fernsehserie, zwei Folgen)
- 2025: The Studio (Fernsehserie, eine Folge)